# العلاقات الدومينيكية اللاوسية
العلاقات الدومينيكية اللاوسية هي العلاقات الثنائية التي تجمع بين دومينيكا ولاوس.

## مقارنة بين البلدين
هذه مقارنة عامة ومرجعية للدولتين:
| وجه المقارنة                                              | دومينيكا              | لاوس        |
| --------------------------------------------------------- | --------------------- | ----------- |
| المساحة (كم2)                                             | 751                   | 236.80 ألف  |
| عدد السكان (نسمة)                                         | 73.92 ألف             | 6.86 مليون  |
| الكثافة السكانية (ن./كم²)                                 | 9.84 ألف              | 28.97       |
| العاصمة                                                   | روسو                  | فيينتيان    |
| اللغة الرسمية                                             | لغة إنجليزية          | اللغة اللاو |
| العملة                                                    | دولار شرق الكاريبي    | كيب لاوي    |
| الناتج المحلي الإجمالي (بليون دولار)                      | 562.54 مليون          | 16.85 مليار |
| الناتج المحلي الإجمالي (تعادل القوة الشرائية) بليون دولار | 789.63 مليون          | 38.71 مليار |
| الناتج المحلي الإجمالي الاسمي للفرد دولار أمريكي          | 7.12 ألف              | 1.82 ألف    |
| الناتج المحلي الإجمالي للفرد دولار أمريكي                 | 10.88 ألف             |             |
| مؤشر التنمية البشرية                                      | 0.724                 | 0.575       |
| رمز المكالمات الدولي                                      | +1767                 | +856        |
| رمز الإنترنت                                              | .dm                   | .la         |
| المنطقة الزمنية                                           | 00، توقيت أطلنطي موحد | ت ع م+07:00 |

## منظمات دولية مشتركة
يشترك البلدان في عضوية مجموعة من المنظمات الدولية، منها:
| علم المنظمة | اسم المنظمة                        | تاريخ انضمام دومينيكا | تاريخ انضمام لاوس |
| ----------- | ---------------------------------- | --------------------- | ----------------- |
|             | مؤسسة التنمية الدولية              | 29 سبتمبر 1980        | 28 أكتوبر 1963    |
|             | يونسكو                             | 9 يناير 1979          | 9 يوليو 1951      |
|             | وكالة ضمان الاستثمار متعدد الأطراف | 7 أكتوبر 1991         | 5 أبريل 2000      |
|             | الأمم المتحدة                      | 18 ديسمبر 1978        | 14 ديسمبر 1955    |
|             | البنك الدولي للإنشاء والتعمير      | 29 سبتمبر 1980        | 5 يوليو 1961      |
|             | منظمة حظر الأسلحة الكيميائية       | ?                     | ?                 |
|             | مؤسسة التمويل الدولية              | 29 سبتمبر 1980        | 29 يناير 1992     |
|             | منظمة الشرطة الجنائية الدولية      | ?                     | ?                 |

## وصلات خارجية
- موقع وزارة الخارجية اللاوسية